# Satelita biologiczny
Satelita biologiczny – sztuczny satelita przeznaczony głównie do badań biologicznych nad organizmami w przestrzeni kosmicznej.

## Przykładowe biosatelity
- Sputnik 2 - na pokładzie znajdowała się Łajka
- Mercury-Atlas 5 - wyniósł szympansa o imieniu Enos
- Kosmos 110 - 2 psy nierasowe na pokładzie
- Bion - seria radziecko-rosyjskich biosatelitów, eksperymenty dostarczały również inne państwa, m.in. Polska.